# Vilada
Vilada (antigament, Vilada de Guardiolans) és un municipi de la comarca del Berguedà, a uns 12 km de la capital, Berga. Té poc més de 400 habitants.

## Història
Està documentat al segle IX com Vilalata amb el significat de 'vila ampla' Originàriament semblaria que hauria nascut al voltant de Santa Maria de Roset i el Castell de Roset.
Tradicionalment Vilada havia viscut de l'agricultura i la ramaderia, però durant tot el segle XX el motor econòmic del municipi fou la indústria tèxtil. Avui en dia lluita per viure del turisme.

## Geografia
- Llista de topònims de Vilada (Orografia: muntanyes, serres, collades, indrets..; hidrografia: rius, fonts...; edificis: cases, masies, esglésies, etc).

## Demografia
| 1497 f | 1515 f | 1553 f | 1717 | 1787 | 1857 | 1877 | 1887 | 1900 | 1910 |
| ------ | ------ | ------ | ---- | ---- | ---- | ---- | ---- | ---- | ---- |
| 6      | 10     | 10     | 158  | 335  | 931  | 659  | 410  | 502  | 523  |

| 1920 | 1930 | 1940 | 1950 | 1960 | 1970 | 1981 | 1990 | 1992 | 1994 |
| ---- | ---- | ---- | ---- | ---- | ---- | ---- | ---- | ---- | ---- |
| 815  | 790  | 744  | 765  | 717  | 677  | 606  | 614  | 541  | 541  |

| 1996 | 1998 | 2000 | 2002 | 2004 | 2006 | 2008 | 2010 | 2012 | 2014 |
| ---- | ---- | ---- | ---- | ---- | ---- | ---- | ---- | ---- | ---- |
| 548  | 538  | 522  | 538  | 514  | 516  | 534  | 516  | 486  | 443  |

| 2016 | 2018 | 2020 | 2022 | 2024 | 2026 | 2028 | 2030 | 2032 | 2034 |
| ---- | ---- | ---- | ---- | ---- | ---- | ---- | ---- | ---- | ---- |
| -    | 430  | 419  | 439  | 443  | -    | -    | -    | -    | -    |

## Administració
| Període      | Nom de l'alcalde/-essa                       | Partit polític | Data de possessió |
| ------------ | -------------------------------------------- | -------------- | ----------------- |
| 1979 - 1983  | Càndid Casals Costa                          |                | 19/04/1979        |
| 1983 - 1987  | Càndid Casals Costa                          |                | 28/05/1983        |
| 1987 - 1991  | Càndid Casals Costa                          |                | 30/06/1987        |
| 1991 - 1995  | Miquel Ferrer Artigas                        |                | 15/06/1991        |
| 1995 - 1999  | Carme Cirera Artigas                         | PSC            | 17/06/1995        |
| 1999 - 2003  | Carme Cirera Artigas                         | PSC            | 03/07/1999        |
| 2003 - 2007  | Carme Cirera Artigas / Ramon Comellas Serrat | PSC / PP       | 14/06/2003        |
| 2007 - 2011  | Pere Farré Capel                             | CIU            | 16/06/2007        |
| 2011 - 2015  | Pere Farré Capel                             | CIU            | 11/06/2011        |
| 2015 - 2019  | Montserrat Badia Piqué                       | PSC            | 13/06/2015        |
| 2019 - 2023  | Joaquim Espelt Santandreu                    | ERC            | 15/06/2019        |
| Des del 2023 | Joaquim Espelt Santandreu                    | ERC            | 17/06/2023        |

En la legislatura 2003-2007 es van repartir l'alcaldia PSC i PP. Així, Carme Cirera va ser alcaldessa des del 2003 fins al 2005 i, Ramon Comellas, des del 2005 fins al 2007.

## Associacions
- Associació Dones de Fàtima
- Grup Cultural la Teia
- Associació Juvenil Cims de Vilada
- Club Pedal Vilada
- Club Esportiu Vilada (Club de Futbol)
- Associació de la Gent Gran de Vilada
- Coral les Veus del Picancel
- AMPA Serra de Picamill
- Ateneu Nacionalista de Vilada

## Fires i Festes
- Fira del bolet, a l'Octubre
- Trobada de cotxes i motos clàssiques
- Festa major, al juny, en honor a Sant Joan

## Llocs d'interès

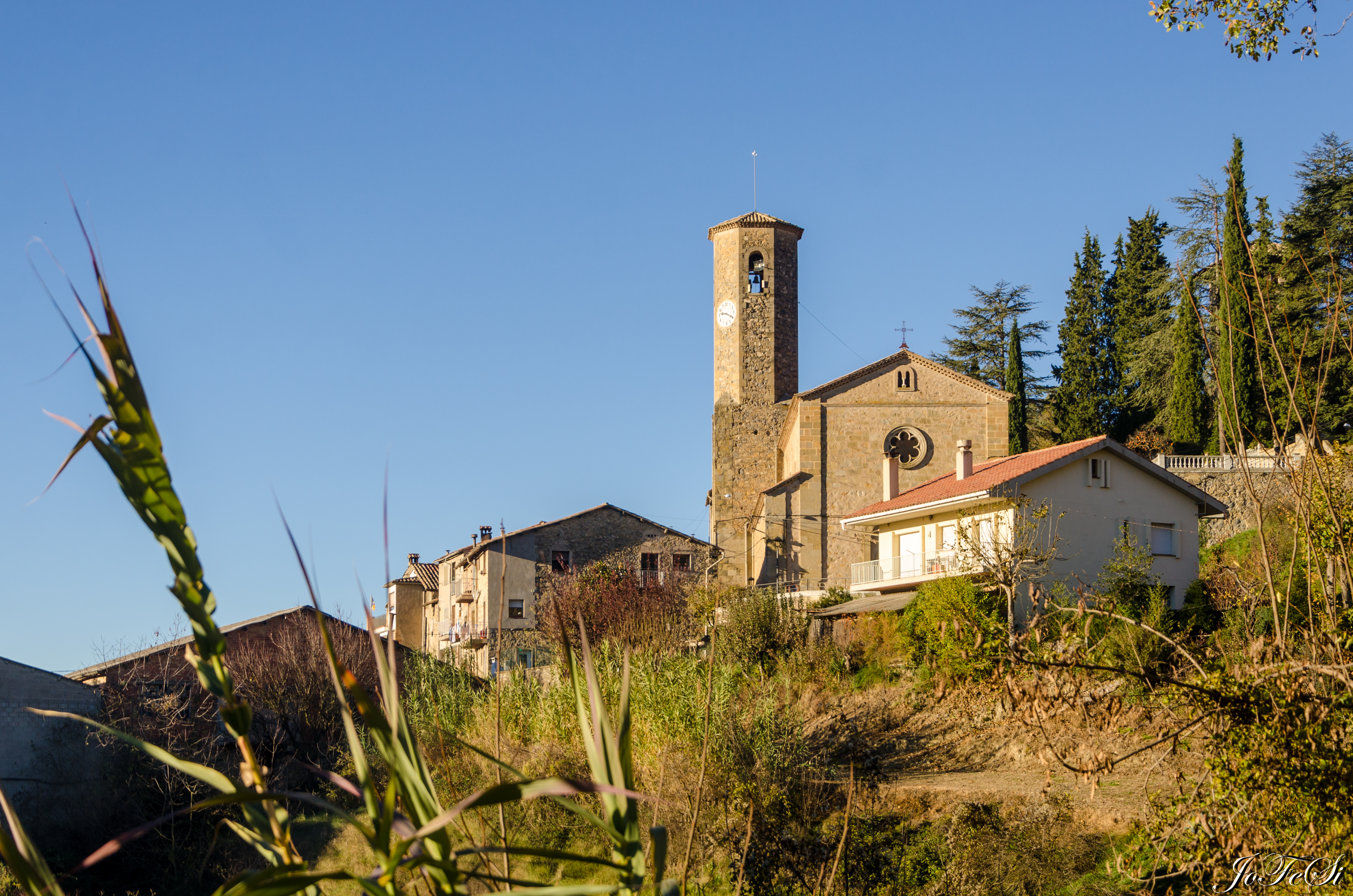
Església parroquial de Sant Joan

- Sant Joan de Vilada, església parroquial
- Església de Santa Magdalena de Guardiolans, església romànica
- Sant Miquel de les Canals, església romànica
- Castell de Roset, medieval